# Lasaia maria
Lasaia maria is een vlindersoort uit de familie van de prachtvlinders (Riodinidae), onderfamilie Riodininae.
Lasaia maria werd in 1972 beschreven door Clench.